# Smlouva z Purandháru (1776)
Smlouva z Purandháru (1776), též z Purandaru (hindsky: Purandar) byla smlouva, která rušila předchozí dohodu ze Súratu z roku 1775. Nová smlouva byla podepsaná 1. března 1776 maráthským péšvou a Nejvyšší radou Britské Východoindické společnosti v bengálské Kalkatě. Na základě podmínek dohody Britové dostali Salsette. Smlouva byla podepsána mezi tehdejším generálním guvernérem Warrenem Hastingem a péšvou. Brity byl coby nový péšva dosazen Saváí Mádhav Ráo a Maráthská říše souhlasila s odchodem Francie z Indie.